# Arènes Nimeño II
Les arènes Nimeño II, inaugurées en 1982, sont les arènes de la commune de Eauze située dans le département du Gers en région Occitanie. Elles peuvent contenir 3 600 personnes. Elles sont principalement dédiées à la course espagnole et donnent quelques courses landaises.

## Historique et description
Construites dans le style andalou, dans une ville où il n'y avait aucune tradition tauromachique, leur construction a été proposée par un aficionado, Pierre Miquel (1921-2010), un marchand de tissu qui était aussi adjoint au maire et conseiller municipal. Les arènes sont la propriété de la municipalité. Leur gestion est assurée par Alain Lartigue qui s'occupe aussi des arènes de Bayonne et des arènes de Vic-Fezensac.
Leur construction s'est alignée sur le modèle andalou, avec des briques rouges, des tribunes en fer forgé ornées de blasons représentant les différents hierros des élevages de taureaux braves les plus réputés espagnols.

## Tauromachie
La feria principale a lieu début juillet. Elle propose des courses espagnoles, des novilladas et plus rarement des courses landaises. Des encierros s'y déroulent parfois, calqués sur le modèle navarrais, mais pratiqués généralement avec des vaches.